# Bolívar (Zigarre)

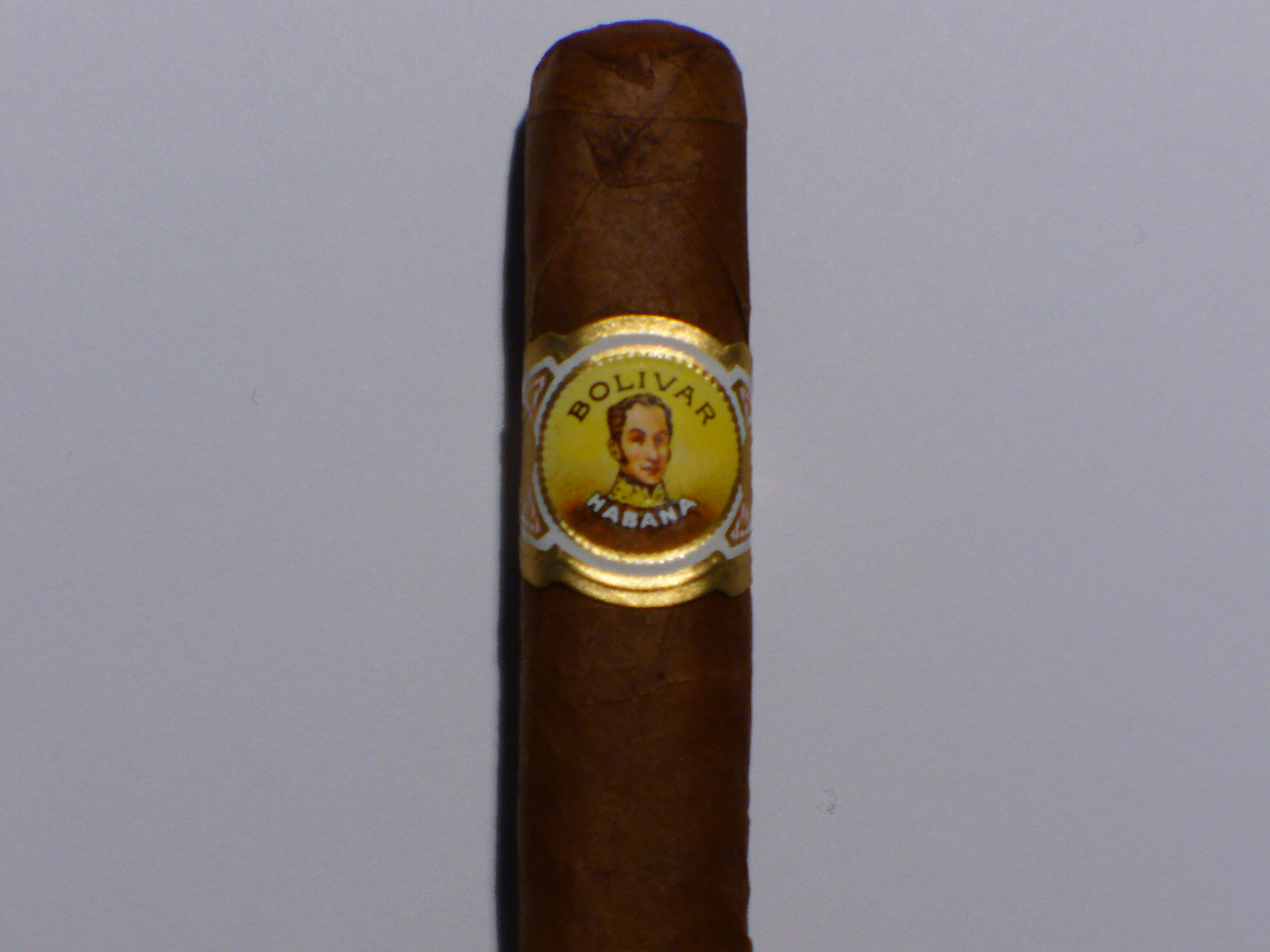
Die markante Bauchbinde der Bolívar

Die Zigarren der Marke Bolívar zählen zu den stärksten unter den Havannas. Die Bolívar entwickelt ein intensives Aroma und eignet sich daher nur für den erfahrenen Raucher. Typisch für die Bolívar ist das dunkle Deckblatt.

## Geschichte
1901 wurde die Bolívar durch die in Havanna ansässige Firma José F. Rocha in den Markt eingeführt. In den fünfziger Jahren des 19. Jahrhunderts übernahmen die Brüder Rafael und Ramón Cifuentes die Produktion. Unter ihnen wurde die Marke auch außerhalb von Kuba bekannt.
Nach der Kubanischen Revolution floh die Familie Cifuentes in die Dominikanische Republik, die Produktion in Kuba wurde verstaatlicht und durch Habanos S. A. übernommen.
Die Familie Cifuentes nahm ihre Zigarrenproduktion im dominikanischen Exil wieder auf und stellt seitdem Zigarren mit den Markennamen Bolívar und Partagás für den US-amerikanischen Markt her. In Deutschland sind nur kubanische Bolívar-Zigarren erhältlich.

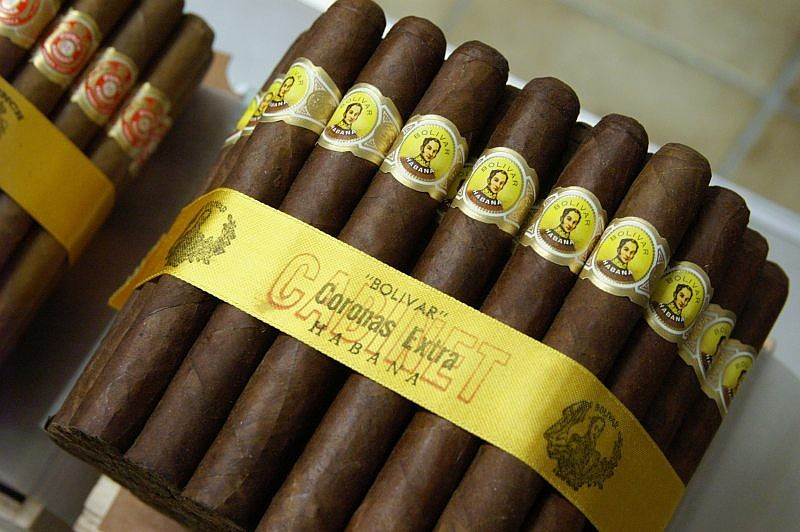
Das dunkle Deckblatt ist typisch für die Bolivar

## Herstellung
Die Zigarren werden heute ausschließlich in der Manufaktur „Partagás“ produziert. Bis 2003 wurden sie auch in der Manufaktur „La Corona“ hergestellt. Diese wurde aufgrund des schlechten baulichen Zustandes geschlossen. Heute werden alle Formate der Bolívar in reiner Handarbeit gefertigt.

## Namensherkunft
Der Name erinnert an den Anführer der lateinamerikanischen Unabhängigkeitsbewegung Simón Bolívar. Dessen Porträt ist auf den Bauchbinden und Vistas der Zigarrenkisten dieser Marke dargestellt.

## Formate
| Vitola              | Format        | Maße                           |
| ------------------- | ------------- | ------------------------------ |
| Belicosos Finos     | Campanas      | 52 × 140 (5.5") Pyramid        |
| Bolívar Tubos No. 1 | Coronas       | 42 × 142 (5.6") Corona         |
| Bolívar Tubos No. 2 | Marevas       | 42 × 129 (5.1") Petit Corona   |
| Bolívar Tubos No. 3 | Placeras      | 34 × 125 (4.9") Small Panetela |
| Coronas Gigantes    | Julieta No. 2 | 47 × 178 (7.0") Churchill      |
| Coronas Junior      | Minutos       | 42 × 110 (4.3") Petit Corona   |
| Libertadores        | Sublimes      | 54 × 164 (6.5") Double Robusto |
| Petit Coronas       | Marevas       | 42 × 129 (5.1") Petit Corona   |
| Royal Coronas       | Robustos      | 50 × 124 (4.9") Robusto        |

| Vitola                   | Format          | Eingestellt                        | Maße                           |
| ------------------------ | --------------- | ---------------------------------- | ------------------------------ |
| Belvederes               | Belvederes      | 2003                               | 39 × 125 (4.9") Short Panetela |
| Bolivares                | Unbekannt       | Mitte 1970er                       | 40 × 126 (5.0") Petit Corona   |
| Bonitas                  | Londres         | 2009                               | 40 × 126 (5.0") Petit Corona   |
| Cabinet Selection No. 1  | Marevas         | Mitte 1970er                       | 42 × 129 (5.1") Petit Corona   |
| Champions                | Cremas          | 2002                               | 40 × 140 (5.5") Corona         |
| Chicos                   | Chicos          | 2005                               | 29 × 106 (4.2") Cigarillo      |
| Churchills               | Julieta No. 2   | 2002                               | 47 × 178 (7.0") Churchill      |
| Coronas                  | Coronas         | 2006                               | 42 × 142 (5.6") Corona         |
| Coronas Extra            | Franciscos      | 2012                               | 44 × 143 (5.6") Corona         |
| Coronas Grandes          | Unbekannt       | 1970er                             | 46 × 162 (6.4") Grand Corona   |
| Coronas Largas           | Unbekannt       | Mitte 1970er                       | 39 × 160 (6.3") Panetela       |
| Demi Tasse               | Entreactos      | 2002                               | 30 × 100 (3.9") Small Panetela |
| Especiales (1)           | Unbekannt       | Mitte 1970er                       | 39 × 125 (4.9") Short Panetela |
| Especiales (2)           | Delicados       | 1960er Sonderauflage (sehr selten) | 38 × 192 (7.6") Long Panetela  |
| Gold Medal               | Cervantes       | 2011                               | 42 × 165 (6.5") Lonsdale       |
| Inmensas                 | Dalias          | 2009                               | 43 × 170 (6.7") Lonsdale       |
| Lonsdales                | Cervantes       | 2002                               | 42 × 165 (6.5") Lonsdale       |
| Palmas                   | Ninfas          | Mitte 1980er                       | 33 × 178 (7.0") Slim Panetela  |
| Palmitas                 | Unbekannt       | Mitte 1970er                       | 29 × 135 (5.3") Small Panetela |
| Panetelas                | Conchitas       | 2002                               | 35 × 127 (5.0") Short Panetela |
| Petit Bolivar            | Unbekannt       | Mitte 1970er                       | 42 × 95 (3.7") Petit Corona    |
| Petit Coronas Especiales | Eminentes (old) | 1980er                             | 44 × 132 (5.2") Corona         |
| Prince Charles           | Unbekannt       | 1973                               | 50 × 124 (4.9") Robusto        |
| Regentes                 | Placeras        | 2002                               | 34 × 125 (4.9") Small Panetela |
| Royal Dukes              | Unbekannt       | Mitte 1970er                       | 42 × 152 (6.0") Long Corona    |

## Sonstiges
In der Dominikanischen Republik werden ebenfalls Bolívars gefertigt. Diese reichen aber qualitativ nicht an die kubanischen Vorbilder heran und sind aus markenrechtlichen Gründen nur auf dem US-Markt erhältlich. Diese milden Zigarren mit kamerunischem Deckblatt empfehlen sich vor allem für Anfänger.